# Michael Fell
Michael Fell (* 17. April 1963 in Stuttgart) ist ein deutscher Koch.

## Werdegang
Nach der Ausbildung wechselte Fell 1981 nach München, erst zum Hotel Königshof bei Wolfgang Abrell, dann 1983 zum Restaurant Aubergine bei Eckart Witzigmann und 1985 zum Le Gourmet bei Otto Koch.
1988 machte er sich mit dem Restaurant Oberland in Rottach-Egern selbständig. 1992 wurde er Küchenchef im Restaurant  Dichter Stub'n im Park Hotel Egerner Höfe in Rottach-Egern.  
Im Mai 2008 wurde er Direktor und Küchenchef der Villa am See in Tegernsee, das mit einem Michelin-Stern ausgezeichnet wurde. Im Juni 2011 wechselte er wieder zurück zum Park-Hotel Egerner Höfe. 
Ende 2017 zog sich Michael Fell aus der Sterneküche zurück und wurde Küchenchef der Schönheitsfarm Gertraud Gruber in Rottach-Egern.

## Auszeichnungen
- 1993 Aufsteiger des Jahres, Der Feinschmecker
- 2004 Gewinn des Patisserie-Wettbewerbes (zum zweiten Mal), JRE und Grand-Marnier
- Ein Michelinstern (Villa am See)

## Mitgliedschaften
- Jeunes Restaurateurs d’Europe (Gründungsmitglied)[3]

## Publikationen
- SZ Bibliothek der Köche. Süddeutsche Bibliothek 2008, ISBN 978-3866155657.